# Palm Pre
Das Palm Pre (stilisierte Schreibweise palm prē, englisch ausgesprochen [pri]) ist ein Smartphone von HP Palm mit Touchscreen und ausfahrender Daumentastatur. Es war das erste Mobiltelefon von Palm mit dem selbstentwickelten und auf Linux basierenden Betriebssystem HP webOS.

## Markteinführung
Das Smartphone und das verwendete Betriebssystem webOS wurden am 8. Januar 2009 auf der Consumer Electronics Show in Las Vegas erstmals der Öffentlichkeit vorgestellt und von der Fachwelt sehr positiv aufgenommen: Es gewann auf der Fachmesse sowohl den Best of CES 2009 Award als auch den People’s Voice Award.
Die Markteinführung der CDMA-Version erfolgte in den USA am 6. Juni 2009. US-Exklusivpartner ist der landesweite Netzbetreiber Sprint Nextel.
Auf dem Mobile World Congress 2009 in Barcelona, der weltgrößten Fachmesse für Mobilfunk, stellte Palm am 17. Februar 2009 auch eine GSM- und UMTS-fähige Version vor.
Erster Vertriebspartner in Deutschland war O2, dort wurde der Palm Pre seit dem 13. Oktober 2009 angeboten.
Im Januar 2010 wurde die Palm Pre Plus Version auf der Consumer Electronics Show in Las Vegas vorgestellt. Die Unterschiede zur „normalen“ Version liegen in einem leicht veränderten Design, einer verbesserten Verarbeitung und der doppelten Speicherkapazität (RAM, interner Speicher). Die Plus Version ist in Deutschland seit dem 28. April 2010 verfügbar.
August 2010 hat sich O2 dazu entschlossen, den Verkauf der Basisversion auslaufen zu lassen und nur noch das Pre+ neu anzubieten.

## Eigenschaften
Im Palm Pre arbeitet ein OMAP3430 System-on-a-Chip von Texas Instruments u. a. bestehend aus einer 600 MHz ARM Cortex A8 CPU (untertaktet auf 500 MHz), einem Grafikprozessor PowerVR SGX 530, einem 430 MHz C64x+ Digitaler Signalprozessor und einem ISP (Image Signal Processor). Als Arbeitsspeicher dienen 256 MB RAM; für Daten steht ein 8 GB großer, interner Flash-Speicher zur Verfügung, der nicht erweitert werden kann.
Das Smartphone ist als Slider mit ausfahrbarer vertikaler QWERTY-Tastatur (in Deutschland und Österreich QWERTZ) konzipiert und verfügt über einen kapazitiven, Multi-Touch-fähigen Touchscreen mit einer Auflösung von 320 × 480 Pixel und einer Bildschirmdiagonale von 3,1 Zoll (etwa 7,9 cm); unterhalb des Bildschirms befindet sich ein berührungsempfindlicher Streifen für Steuerungsgesten. Das Linux-basierte Betriebssystem webOS unterstützt Multitasking: alle laufenden Anwendungen werden als Karten angezeigt, zwischen denen der Benutzer per Wischgeste umschalten kann.
Der Pre verfügt über einen Helligkeitssensor, der die Display- und Tastaturbeleuchtung je nach Umgebungslicht regelt. Zusätzlich sorgt ein Annäherungssensor dafür, dass das Display abgeschaltet wird, wenn man das Telefon ans Ohr hält.
Im Gerät ist eine integrierte Digitalkamera mit einer maximalen Auflösung von drei Megapixel und einem LED-Blitz verbaut. Die Kamera verfügt lediglich über einen festen Fokus. Es können auch Videos aufgenommen werden.
Als Schnittstellen stehen ein Micro-USB-Anschluss, Bluetooth 2.1 + EDR mit A2DP und Wi-Fi 802.11b/g zur Verfügung. Das Smartphone verfügt über einen integrierten GPS-Empfänger und unterstützt AGPS.
In Europa wurde der Palm Pre und Palm Pre+ als GSM (Quadband)/UMTS (Dualband) Version angeboten, während auf dem US-Markt sowohl ein CDMA-Gerät (Sprint, Verizon) als auch GSM Gerät (AT&T) verfügbar war.

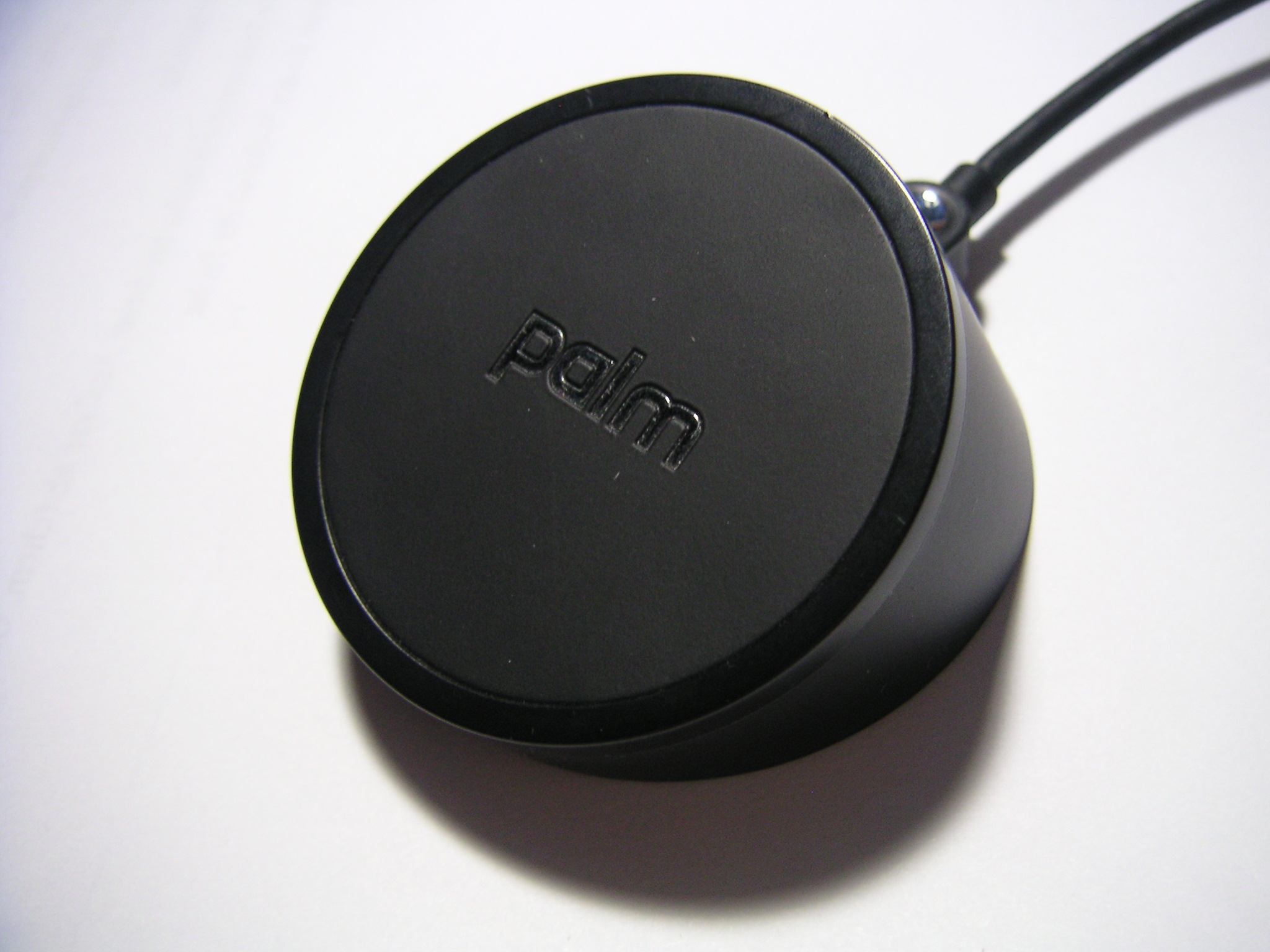
Ladestation Touchstone – ermöglicht das Laden ohne den Anschluss eines Kabels am Gerät

Der Akku des Pre hat eine Kapazität von 1150 mAh. Palm gibt eine Standbyzeit von 200 Stunden und eine Gesprächszeit von 5 Stunden an. Diese Werte gelten sowohl für UMTS als auch für GSM. Laden lässt sich der Akkumulator entweder über den Micro-USB Anschluss oder kabellos per Induktion auf dem sogenannten Touchstone. Um diese Funktion nutzen zu können, ist bei dem Pre eine spezielle Rück-Abdeckung nötig, das Nachfolge-Modell Pre+ wird bereits mit einer kompatiblen Abdeckung ausgeliefert.